# シャッター (優里の曲)
「シャッター」は、日本のシンガーソングライター・優里の楽曲。メジャー6作目の配信限定シングルとして2021年7月7日にリリースされた。

## 概要
「シャッター」は、優里初のセルフカバー曲で、「YouTube CHANNEL「優里ちゃんねる【公式】」の企画で同チャンネルのカメラマンでありメンバーのJUN MIYASAKAの為に優里が書き下ろした楽曲である。

## チャート成績
本楽曲は、2021年7月14日公開のビルボード・ジャパンチャートでダウンロード11位、ストリーミング40位、総合40位に初登場した。翌週の「Billboard Japan Streaming Songs」では前週から大きく順位を伸ばし、14位を獲得している。
その後も約5ヵ月連続でストリーミングTOP30圏内を維持し続け、2021年12月15日公開のチャートでストリーミング累計再生回数1億回を達成した。

### 認定と売上
|                                | 認定 (RIAJ)        | 売上/再生回数      |
| ------------------------------ | ------------------ | ------------------ |
| ダウンロード                   | 未公表             | -                  |
| ストリーミング                 | トリプル・プラチナ | 300,000,000 回再生 |
| *認定のみに基づく売上/再生回数 |                    |                    |